# Грефе, Хайнц
Отто Пауль Хайнц Грефе (нем. Otto Paul Heinz Gräfe; 15 июля 1908, Лейпциг, Германская империя — 25 января 1944, под Мюнхеном, нацистская Германия) — оберштурмбаннфюрер СС, командир айнзацкоманды 1, входившей в состав айнзацгруппы V, сотрудник Главного управления имперской безопасности.

## Биография
Хайнц Грефе родился 15 июля 1908 года в семье продавца книг Пауля Грефе, погибшего в ноябре 1914 года на Западном фронте во Фландрии. Его мать была почтовой служащей. С 1915 года посещал гимназию в Лейпциге, которую окончил в 1928 году. С помощью стипендии от Фонда изучения немецкого народа он финансировал своё юридическое обучение в университете Лейпцига. 31 августа 1932 года женился. В том же году сдал государственный экзамен. С 1932 по 1935 года проходил учебную практику в различных саксонских судах. В августе 1934 года сдал второй государственный экзамен. В 1937 году получил докторскую степень по праву, защитив диссертацию на тему «Новые основания общественных центров занятости».
После прихода нацистов к власти вступил в национал-социалистический союз юристов. 15 июня 1933 года присоединился к Штурмовым отрядам (СА) и студенческой группе организации «Стальной шлем». 21 декабря того же года был зачислен в СС (№ 107213). В том же месяце стал членом СД. С июля 1935 года служил в оберабшните СД «Эльба». 16 ноября 1935 года был направлен в ведомство гестапо в Киле. По истечении 9 месячного испытательного срока Рейнхард Гейдрих назначил его заместителем руководителя гестапо в Киле Ганса-Ульриха Гешке. 1 мая 1937 года вступил в НСДАП (билет № 3959575). В октябре 1937 года был переведён в Тильзит, где в ноябре того же года стал начальником гестапо и абшнита СД. В ноябре 1938 года получил чин государственного советника, а в апреле 1939 года был повышен до штурмбаннфюрера СС.
После начала Польской кампании Грефе стал начальником айнзацкоманды 1 в составе айнзацгруппы V, следовавшей за 3-й армией генерала Георга фон Кюхлера. 7 сентября 1939 года Грефе сообщил, что он составил список из 600 членов еврейской общины в Грауденце, чтобы подготовить отправку оставшихся евреев и создать учреждения по эмиграции. Двое поляков при разграблении был расстреляны по указанию из Берлина. 28 сентября Грефе вернулся в Берлин.
В начале 1940 Вальтер Шелленберг назначил Грефе уполномоченным управления VI (заграничная служба СД) Главного управления имперской безопасности (РСХА) в балтийских странах. В конце июня 1941 года тщетно пытался привлечь к сотрудничеству литовского генерала Раштикиса, переехавшего после оккупации немцами Прибалтики в Берлин. 1 апреля 1941 года возглавил управленческую группу VI C (русско-японские зоны влияния). В конце 1941 года разработал план по политическому разложению Советского Союза.
21 октября 1941 был откомандирован в управление IV РСХА, а 4 марта 1942 года по приказу Генриха Мюллера вернулся в управление VI РСХА, где возглавил особый отдел C/Z. Здесь ему было поручено подготовить и осуществить организацию «Цеппелин». Понимая, что среди советских военнопленных находится большое количество «ценных сил», заявивших о своей готовности в участии в антисоветских операциях за линией фронта, Грефе представил план вербовки, подготовки и использования агентов в качестве диверсионных войск для целенаправленного уничтожения советской инфраструктуры. Руководство операцией было возложено на РСХА. Гитлер одобрил этот план. В согласовании с Верховным командованием вермахта функционерами СС из айнзацгрупп были выбраны добровольцы из нерусских народов. После специальной подготовки с июня и до конца сентября 1942 года были задействованы в общей сложности 104 агента, высадившиеся на Кавказе. В июле 1942 года передал руководство особым отделом VI C/Z Рудольфу фон Эбсгер-Рёдеру. 18 декабря 1942 года принимал участие в совещании министерства восточных оккупированных территорий относительно будущей политики в оккупированных восточных областях. В дальнейшем Грефе поддерживал связь с верховным командованием вермахта и имперским министерством оккупированных восточных территорий. В январе 1944 года он читал лекции в Кёнигсберге на тему «Разведывательная работа в восточных областях». 25 января 1944 года вместе с руководителем управленческой группы III A (вопросы правопорядка) штурмбаннфюрером Карлом Генгенбахом он погиб в автокатастрофе. Посмертно ему было присвоено звание штандартенфюрера СС.